# Tomo Severović
Tomo Severović (Stojdraga, 8. veljače 1879. – Križevci, 7. veljače 1951.), istaknuti hrvatski grkokatolički svećenik, kanonik križevački i arhiđakon žumberački. Bio je član Hrvatskog državnog sabora u vrijeme NDH i rektor Grkokatoličkog sjemeništa u Zagrebu. 

## Životopis
Tomo Severović rođen je u Stojdragi, u istočnom Žumberku, nedaleko grada Samobora. Nakon završene pučke škole u rodnom selu, dolazi u Zagreb i gdje kao pitomac Grkokatoličkog sjemeništa završava klasičnu gimnaziju, a nakon toga studij teologije na Katoličkomu bogoslovnom fakultetu u Zagrebu. Nakon ređenja za svećenika 1902. postaje župnik na ukrajinskoj župi Lipovljani, iste godine odlazi na postdiplomski studij u Rim gdje i doktorira. Imenovan je 1914. rektorom Grkokatoličkog sjemeništa u Zagrebu na toj dužnosti ostaje do 1924. godine. Surađuje s vl. Dionizijem Njaradijem kao Žumberački arhiđakon.
Severović je bio blizak Stranci prava te školski prijatelj Slavka Kvaternika. Nakon preuzimanja vlasti Ustaša postaje kao drugi crkveni visokodostojnici član Hrvatskog državnog sabora proglašen 7. veljače 1942. i izvršava dužnost u širem okviru Ministarstva nastave NDH. Tako je 1941. postavljen za člana Upravnog odbora Zaklade Oca domovine dra Ante Starčevića u Zagrebu. Na prelazničkoj župi Rovišće bio je kratko vrijeme upravitelj.
Nakon smrti vl. Dionizija Njaradija ustaška vlada promiče Tomu Severovića kao svog kandidata za Križevačku katedru, no Janko Šimrak, unutarcrkveni protivnik Severovića, postaje voljom Svete stolice novi Križevački biskup bez uvažavanja prijedloga ustaških vlastodržaca.
Nakon komunističkog prevrata 1945. osim vladike Janka Šimraka nekoliko svećenika Križevačke eparhije strada u zločinima NOB-a. Tomo Severović je uhvaćen i interniran u KPD Stara Gradiška. Pred sudom se nisu mogli navesti konkretni zločini protiv srpskog stanovništva ili nasilno prevođenje pravoslavnih vjernika u grkokatoličku Crkvu, nego je osuđen zbog članstva u Hrvatskom državnom saboru NDH i Ustaškom pokretu. Nakon izolacije u tamnici umire od posljedica mučenja u Vrapču.  

## Liturgijsko i etnografsko djelovanje
Objavljuje djela iz područja etnologije svog rodnog kraja Žumberka i surađuje u notnom zapisu žumberačkog narodnog i crkvenog pjevanja grkokatoličke Crkve. 